# Günter zur Nieden
Günter zur Nieden (* 1944) ist ein deutscher Architekt und Künstler. Seine Arbeitsbereiche sind ökologische Architektur und Lehmbau. Er trug zur Rehabilitation des Lehmbaus in Deutschland bei, war Mitgründer des Dachverbandes Lehm 1992, Mitverfasser der neuen Lehmbaunormen und publizierte zu ökologischer Architektur. Er ist tätig mit gesellschaftlichen Beiträgen zur Stadtentwicklung und Kunst im öffentlichen Raum.

## Familie
Günter zur Nieden wurde 1944 geboren als Sohn von Annemarie zur Nieden geb. Lange und Helmut zur Nieden, Bundesbahnbaudirektor in Lübeck, ist Enkel von Alfred zur Nieden und Großneffe des Wilhelm zur Nieden. Er wuchs in den kriegszerstörten Städten Kassel und Köln auf.
Er ist verheiratet mit der Architektin Monika Remann und hat drei Kinder sowie drei Enkelkinder.

## Werdegang
Nach Abitur 1965 an der Großen Schule Wolfenbüttel begann er 1967 das Architekturstudium an der Technischen Universität Berlin, die Diplomarbeit 1972 verfasste er über Flexible Fertigungssysteme. 1972 folgte ein Studienaufenthalt in Japan bei Ōbayashi-gumi.
Von 1977 bis 1979 absolvierte er eine Ausbildung zum Betonbauer und Zimmermann. 1998–1999 studierte er an der Free International University in Hamburg.

## Arbeiten als Architekt
Zur Nieden war 1972 angestellt im Architekturbüro von Dietrich Garski und war dort als Mitglied der Gewerkschaft Bau-Steine-Erden Betriebsrat und Bauleiter beim Bau der Mittelstufenzentren. Er engagierte sich gegen die Fehlplanung. Es folgte eine Arbeit am ICC Brückenbauwerk als freier Mitarbeiter bei den Berliner Architekten Ralf Schüler und Ursulina Schüler-Witte (ICC Brückenbauwerk). 1980 arbeitete er als Zimmermann in der Fachwerksanierung und im Holzskelettbau bei der Zimmerei Josef Feser, Rieden. Von 1980 bis 1985 gab er Unterricht für Bauhandwerker an der Berufsfachschule in Lübeck.
Ab 1981 arbeitete er drei Jahrzehnte als freier Architekt mit dem Architekturbüros AwerK in Lübeck im Arbeitsfeld ökologisches Bauen.
Von 1983 bis 1989 war er Dozent für Lehmbau am Forschungslabor für experimentelles Bauen an der Universität Kassel. Zwischen 1987 und 1995 folgten weitere Dozenturen für Baustoffkunde an der Fachhochschule Lübeck und für Lehmbau an der Handwerkskammer Lüneburg und der Fachschule für Denkmalpflege auf Schloss Raesfeld.
1995 entwickelte er den Schüttstoffs Holzleichtlehm, diese Arbeit wurde prämiert mit dem Preis für Ökologisches Bauen Schleswig-Holstein.
2002 veröffentlichte er das Buchs „Neue Lehm-Häuser international“ zusammen mit Christof Ziegert.

## Bauten
- Ganghauszeile Adlergang, Ostseite, in der Lübecker Altstadt,  Sanierung zusammen mit Architektin Monika Remann
- artefact in Glücksburg (Ostsee) – Zentrum für Entwicklungszusammenarbeit[5] Kuppel- und Schalenkonstruktion in Lehmbauweise
- Naturbauhaus Bliesdorf – erstes Haus in Schleswig-Holstein aus Naturbaustoffen
- Lehmturm Kampnagel – Experimentalbau aus Stampflehm[6][7]
- Backhaus Grönwohld – Rekonstruktion in historischer Bauweise[8]
- Lehmhaus Garten Wangelin – Stampflehm- und Ständerbauweise[9][10]
- Sozialer Wohnungsbau Blessensahl in Lübeck-Kücknitz - Holztafelbauweise, Lehmbauteile, Solardächer[11][12][13][14]
- Ökologische Siedlung Braamwisch[15] in Hamburg - Typenbauweise in Holz, Kfw 60 Standard (1997), Solardächer
- Ofenskulptur Haus Hiss[16]

### Entwürfe
- Mahnzeichen Potsdam am Ort der ehemaligen Garnisonkirche[17]

### Preise
- Förderpreis für Ökologisches Bauen[18] und für die Entwicklung des Baustoffs Holzleichtlehm[19]
- Holzbaupreis Norddeutschland 1998 (Projekt Blessensahl)[11][14]
- BDA-Preis Nord 1999
- European award for Earth-Architecture (Lehmhaus Garten Wangelin)[20]

### Verbandsarbeit
- Maßgeblicher Mitgründer des Dachverbands Lehm 1992
- Mitautor der neuen Lehmbaunormen
- Mitgliedschaften im Dachverband Lehm DVL (1972), im Bund Architektur und Umwelt BAU (1974), im Bund Deutscher Architekten BDA (1998), im Brandenburgischen Kunstverein BKV (2015)

## Arbeiten als Künstler

### Malerei
Arbeiten in figurativer Malerei; Ausstellungsliste

### Arbeiten im öffentlichen Raum
- Ende des demokratischen Sektors - zur Bankenkrise 2008
- '48 Std Neukölln', 2012–2015, vier Ausstellungen im Außenraum[23]
- Zeitsprünge[24]
- Flucht – zur Fluchtbewegung, 2014[25][26]

### Skulpturen
- Skulpturengruppe »Familienaufstellung« 2016[27]

## Gesellschaftliche Arbeiten
- Stadtforum Potsdam : 'Zum Ort der Garnisonkirche Potsdam' Zur Stadtentwicklung in Potsdam 'Potsdamer Mitte neu denken' 2016[28][29]